# (16041) 1999 GM19
A (16041) 1999 GM19 a Naprendszer kisbolygóövében található aszteroida. A LINEAR projekt keretében fedezték fel 1999. április 15-én.